# Kanton Niedermeiser
Der Kanton Niedermeiser war von 1807 bis 1813 eine Verwaltungseinheit im Distrikt Kassel des Departements der Fulda im napoleonischen Königreich Westphalen. Hauptort des Kantons und Sitz des Friedensgerichts war der Ort Niedermeiser im heutigen Landkreis Kassel. Der Kanton umfasste die Stadt Liebenau sowie acht weitere Gemeinden, hatte 4.608 Einwohner und eine Fläche von 1,25 Quadratmeilen.
Zum Kanton gehörten die Gemeinden
- Liebenau (Stadt)
- Niedermeiser
- Ersen
- Haueda, mit Grimelsheim
- Herlinghausen, mit Dalheim
- Oberlistingen, mit Niederlistingen
- Obermeiser, mit dem Gut Sieberhausen
- Westuffeln und
- Zwergen.

Bis auf Herlinghausen und Dalheim hatten alle Orte bis 1807 zur Landgrafschaft Hessen-Kassel gehört und fielen 1813/14 an deren Nachfolger, das Kurfürstentum Hessen, zurück. Herlinghausen und Dalheim hatten bis 1803 zum Hochstift Paderborn und anschließend bis 1807 zu Preußen gehört. Diese beiden Orte fielen 1813/14 an Preußen zurück und kamen 1816 zum neuen Kreis Warburg.